# Парк Боевого Братства
Парк Боево́го Бра́тства — парк в Невском районе Санкт-Петербурга. Расположен в историческом районе Весёлый Посёлок между улицами Бадаева, Джона Рида, торцевой стеной центра водных видов спорта «Невская волна» и внутриквартальным проездом вдоль чётных адресов домов по улице Джона Рида.

## История
Территория, где находится парк, начала застраиваться типовыми панельными домами в начале 1990-х годов. После застройки территории, на площади, ограниченной улицами Бадаева, Джона Рида, проспектом Пятилеток и проездом вдоль чётных домов по улице Джона Рида, образовалась зелёная зона. Однако благоустройство этой территории произведено не было, вследствие чего территория быстро заросла деревьями и кустарником, а отдельные участки даже заболотились.
В начале 2000-х годов на небольшой части территории парка, прилегающей к проспекту Пятилеток, была организована платная стоянка автомобилей и построена автомойка.
В середине 2000-х городом был объявлен конкурс на проект нового парка для жителей района в кв. 19-б. Проект был выполнен и полностью согласован архитектором Алексеем Шолоховым.
В 2008 году посередине зелёной зоны началось строительство центра водных видов спорта «Невская волна», которое завершилось в конце 2010 года. Здание центра спорта с прилегающей территорией и собственной парковкой фактически разделило существовавшую зелёную зону на две части: основную — прилегающую к улице Бадаева, и малую — прилегающую к проспекту Пятилеток.

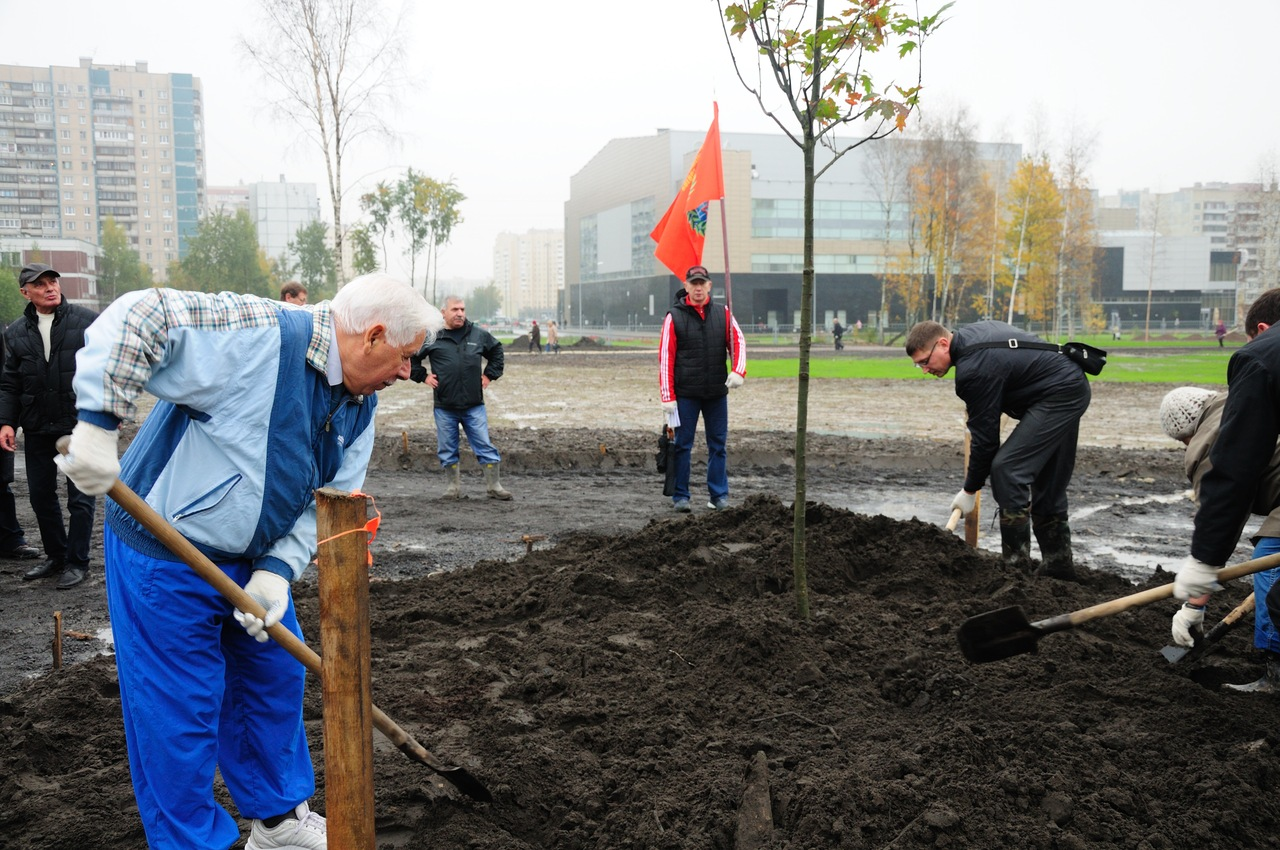
Высадка деревьев в парке, 2011 год

Весной 2011 года началось благоустройство основной части зелёной зоны. В результате проведённого благоустройства на этой территории был образован регулярный парк с насыпными дорожками, клумбами и деревьями, территория парка была обнесена декоративным забором. Парк был торжественно открыт 19 ноября 2011 года, а центр спорта — 22 декабря того же года.
В последующие два года на территории парка появились две обустроенные детские площадки и несколько скамеек. Также в парке появились памятники: 25-летней годовщине вывода советских войск из Афганистана (2014 год), бойцам псковской дивизии (2015 год), а также четыре бюста десантников шестой роты (1 августа 2020 года).
В декабре 2017 года в парке было установлено освещение.
В 2024 году была проведена реконструкция парка.
Территория, оставшаяся за центром спорта, благоустроена не была и местами сохраняет заболоченные заросшие участки. Декоративным забором эта территория также не была обнесена (забор проходит вдоль стены центра спорта, выходящей на улицу Бадаева). Таким образом установка забора вкупе с постройкой центра водных видов спорта исторически сложили границы парка.

## Название
Парк изначально планировалось назвать парком Воинской Славы, в честь этого на входе в парк с перекрёстка улиц Бадаева и Джона Рида была даже установлена соответствующая декоративная табличка. Однако присвоить название парку в 2011 году не получилось, а в 2015 году Топонимическая комиссия отвергла данное название, предложив в качестве альтернативы вариант «Парк Боевого Братства».
Постановлением Правительства Санкт-Петербурга № 1255 от 28.12.2016 года в числе прочих парку официально присвоено название Парк Боевого Братства.
Примерно в конце 2017 — начале 2018 годов с декоративной таблички убрали неофициальное название, а в начале 2019 года при входе была установлена арка с новым официальным названием парка.